# Trirhabda luteocincta
Trirhabda luteocincta är en skalbaggsart som först beskrevs av J. L. Leconte 1858.  Trirhabda luteocincta ingår i släktet Trirhabda och familjen bladbaggar. Inga underarter finns listade i Catalogue of Life.